# あわら市金津東小学校
あわら市金津東小学校（ あわらし かなづひがししょうがっこう）は、福井県あわら市中川にある公立小学校。

## 沿革
- 1970年（昭和45年）- 中川・熊坂・剱岳の3小学校を統合し、金津町金津東小学校として開校。
- 1990年（平成2年）11月 - 金津東小学校創立20周年記念事業実施。
- 2004年（平成16年）3月1日 - 芦原町と金津町が合併した、あわら市発足により、あわら市金津東小学校と改称。
- 2009年（平成21年）- 耐震補強工事完了。
- 2015年（平成27年） - 金津東幼稚園閉園。
- 2018年（平成30年） - トイレとプールの両改修工事実施。
- 2021年（令和3年） - 創立20周年タイムカプセル掘り起こし実施。
- 2022年（令和4年）3月 - 創立50周年記念式典挙行し、記念行事開催。

## 通学区域
中川・東田中・瓜生・南疋田・北疋田・次郎丸・御簾尾・北野・北・前谷・笹岡・熊坂・下金屋・畝市野々・牛ノ谷・上野・名泉郷・東山・後山・清滝・鎌谷・椚・権世・権世市野々

## 進学先中学校
- あわら市金津中学校[1]

## 学校周辺
- あわら市坪江公民館 - 敷地が隣接
- 社会福祉法人刈安福祉会金津東こども園 - 進級前こども園のひとつ
- 国道8号線
- 坪江郵便局

## 交通
- 京福バス87系統「芦原丸岡永平寺線（中川経由）」で、「中川」停留所下車[2]後、徒歩約365m・約6分。
- JR西日本北陸新幹線・ハピラインふくいハピラインふくい線芦原温泉駅から、上述の京福バス87系統に乗車し8分、「中川」停留所下車後、徒歩。

## 著名な卒業生
- 平尾憲映（起業家）
- 志田達哉（囲碁棋士）